# Protektorat
(iz lat.) skrbnistvo; pos. izsiljeno ali prostovoljno skrbništvo države; praviloma vodi k omejitvi suverenosti zaščitene države ali pa ta suverenost celo izgubi. V Afriki in Aziji so obstajali p. evropskih »skrbniških sil«. To so bile v resnici kolonije.